# Gama relucens
Gama relucens är en skalbaggsart som beskrevs av Blanchard 1850. Gama relucens ingår i släktet Gama och familjen Melolonthidae. Inga underarter finns listade i Catalogue of Life.